# Belippo
Belippo là một chi nhện trong họ Salticidae.